# Nucleaire rente
De nucleaire rente is het verschil tussen hetgeen effectief betaald wordt aan een producent van kernenergie en hetgeen hem zou moeten betaald worden, wil hij bereid gevonden worden om zijn stroomproductie op het huidige peil te houden. Ze kan beschouwd worden als economisch niet verantwoorde en dus excessieve winst.

## Beschrijving
Veelal is het de overgang van een geplande naar een vrije prijsvorming die aanleiding geeft tot het ontstaan van dergelijke rentes. In een systeem van prijsregulering kan het stroomtarief worden afgestemd op de werkelijke langetermijnkost van de producent, terwijl de prijs in een vrijgemaakte markt van uur tot uur fluctueert, gestuurd door de marginale kost van de laatst ingezette eenheid (bijvoorbeeld een gascentrale). Alle goedkopere eenheden die op dat moment ook draaien (bijvoorbeeld een kerncentrale), genieten dan een inframarginale rente, dit is het verschil tussen hun marginale kost en die van de prijsbepalende centrale. Deze rente is economisch verantwoord voor zover zij toelaat om de vaste kosten van de inframarginale eenheden te recupereren. Het deel ervan dat daar niet toe dient is de nucleaire rente.
In de context van de liberalisering wordt de nucleaire rente dan geduid als stranded benefits of windfall profits, voortvloeiend uit het feit dat de marktwaarde van kerncentrales in een vrije markt hoger is dan hun netto boekwaarde in een gereguleerde markt. Dit geldt des te meer als de centrales reeds zijn afgeschreven en de kapitaalkosten dus zijn afgelost. Ook bij een levensduurverlenging wordt vaak gesproken van een windfall: de mogelijkheid om de nucleaire rente langer te innen, betekent een plotse, niet-ingecalculeerde meevaller.
In theorie geeft het bestaan van de nucleaire rente een prijssignaal dat nieuwe investeerders zou moeten aanlokken. Hierdoor zou na verloop van tijd een reallocatie van de productie moeten plaatsvinden (verhoging van het nucleaire aandeel) totdat de excessieve winsten weg zijn geërodeerd. In de praktijk bestaan er echter tal van obstakels die het bouwen van nieuwe kerncentrales kunnen belemmeren, zoals de grootschaligheid van de vereiste investering, de omslachtige vergunningsprocedures, de beperktheid van het aantal fysisch geschikte sites, publiek verzet of in sommige landen zelfs wettelijke moratoria. Daarom kan men spreken van een schaarsterente: een rente die voortspruit uit een (economisch) gebrek aan nucleaire capaciteit.
De nucleaire rente mag niet verward worden met een monopolierente. Als op een gegeven markt verschillende kernproducenten actief zijn maar de grootte van hun gezamenlijke kernpark economisch suboptimaal is, zullen zij onverminderd een nucleaire rente opstrijken. Wel zijn er omstandigheden denkbaar waarin nucleaire rentes en monopolierentes samen bestaan.
Omdat de nucleaire rente niet bijdraagt tot de economische efficiëntie, wordt er regelmatig voor gepleit om ze te elimineren. Verschillende maatregelen kunnen daarvoor geschikt zijn, zoals belastingen, prijzenregulering en aankoopcentrales.

## België

### Ontstaan van de rente
België kent een hevig en regelmatig heroplevend maatschappelijk debat over de nucleaire rente. Dit wordt ten dele verklaard door de wijze waarop ze tot stand is gekomen en ten dele doordat ze ten goede komt aan buitenlandse groepen (GDF Suez en in mindere mate EDF en E.ON).
Het Belgische kernpark is in gebruik genomen tussen 1975 en 1983. In de schoot van het Controlecomité werd beslist om de kapitaalkosten ervan af te schrijven over 20 jaar, sneller dan de verwachte gebruiksduur. De hoge aflossingskosten zouden de elektriciteitstarieven gedurende deze periode in de hoogte duwen, maar na afloop ervan zouden de verbruikers van fors lagere prijzen kunnen genieten.
Deze laatste afspraak werd doorkruist door het liberaliseringsproces (1999-2007). In plaats van de in het vooruitzicht gestelde tariefdalingen kwamen er hogere prijzen. Doordat het loslaten van de prijsvorming nagenoeg samenviel met het einde van de afschrijvingen viel de ontstane nucleaire rente nog groter uit.

### Pogingen tot belasting
De overheid nam aanvankelijk geen maatregelen om de rente te belasten of terug te laten vloeien naar de consument. Vanaf 2008 legde de regering-Leterme de nucleaire producenten een repartitiebijdrage op van 250 miljoen euro. Deze taks werd mee verantwoord met verwijzing naar de nucleaire rente en kwam ten goede aan de algemene begroting. Hij werd tevergeefs aangevochten voor het Grondwettelijk Hof.
Onder de volgende regering ondertekenden premier Van Rompuy en minister Magnette op 22 oktober 2009 een zogenaamd protocolakkoord met GDF Suez. Dit akkoord voorzag onder meer in een uitstel van de kernuitstap en in de oprichting van een opvolgingscomité dat jaarlijks de nucleaire bijdrage zou moeten vaststellen. Van 2010 tot 2014 werden bedragen van 210 tot 245 miljoen euro vooropgesteld. Bij gebrek aan wetgevend optreden bleven deze bepalingen echter een dode letter.
Ondertussen had de CREG een eerste raming gemaakt van de nucleaire rente. Dit werd opgevolgd met een studie over de winstmarge Die schatte voor 2007 de nucleaire productiekost op 17 à 21 €/MWh en de verkoopsprijs op 60 à 67 €/MWh, wat een nucleaire rente tussen 1,7 en 2,3 miljard euro opleverde voor dat jaar.
De kernproducenten betwistten deze cijfers. Op een parlementaire hoorzitting schoof Electrabel 29 €/MWh naar voren als de kost en 45 €/MWh als de opbrengst van haar nucleaire productie. Voorts voerde het bedrijf aan dat de cijfers van de CREG niet te verzoenen vielen met haar operationeel resultaat van 855 miljoen euro over 2007. Zij werd daarin bijgetreden door de Nationale Bank, die door de regering gevraagd was om te arbitreren. De CREG repliceerde daarop dat Electrabel haar winsten eenvoudig naar andere onderdelen van de groep GDF Suez kon doorschuiven en dat Electrabel overigens weigerde om dit te laten verifiëren in haar rekeningen.
Uiteindelijk had dit debat geen onmiddellijke invloed op de nucleaire taks voor 2011. Begin 2012 werd deze opnieuw vastgesteld op 250 miljoen euro. Bij de vorming van de regering-Di Rupo werd afgesproken om de heffing de komende jaren te verhogen naar 550 miljoen euro.

## Frankrijk
In Frankrijk is de aanzienlijke nucleaire productie haast volledig in handen van het staatsbedrijf EDF. Het debat over de nucleaire rente baseert zich op de vaststelling dat er op nationaal niveau geen schaarste aan kernenergie bestaat en er normaal gesproken ook geen nucleaire rente zou optreden, ware het niet dat de Franse markt gekoppeld is aan deze van de buurlanden. Omdat het nucleaire aandeel in de Europese markt suboptimaal is, zal de marginale eenheid die de prijs op de Franse groothandelsmarkt bepaalt vaak een buitenlandse fossiele centrale zijn. Daardoor kunnen de Franse kerncentrales meeprofiteren van deze hogere prijs en vangen ze een nucleaire rente.
Het debat rond de Franse nucleaire rente is minder hevig dan het Belgische, omdat de verbruikers ervan afgeschermd wordt door gereguleerde tarieven en omdat de opbrengst ervan grotendeels naar de staatskoffers vloeit (via de door EDF uitgekeerde dividenden). Niettemin is grondig nagedacht over de wijze waarop men de problematiek kon aanpakken, als onderdeel van de markthervormingen onder druk van de Europese Commissie. De commissie-Champsaur werd opgericht en kwam tot het besluit dat een EDF een nucleaire tranche van 100 TWh ter beschikking moet stellen van de Franse leveranciers aan een gereguleerd tarief genaamd ARENH (Accès Régulé à l'Electricité Nucléaire Historique). Dit werd geïmplementeerd door de loi NOME. De verdeling van de volumes onder de leveranciers wordt jaarlijks bepaald door de regulator CRE in functie van hun klantenportefeuilles op de Franse markt. Het tarief wordt vastgesteld bij ministerieel besluit en bedroeg 42 €/MWh in 2012.
De kritiek luidt dat Frankrijk zich daarmee afschermt van de Europese marktintegratie.